# Cicha noc

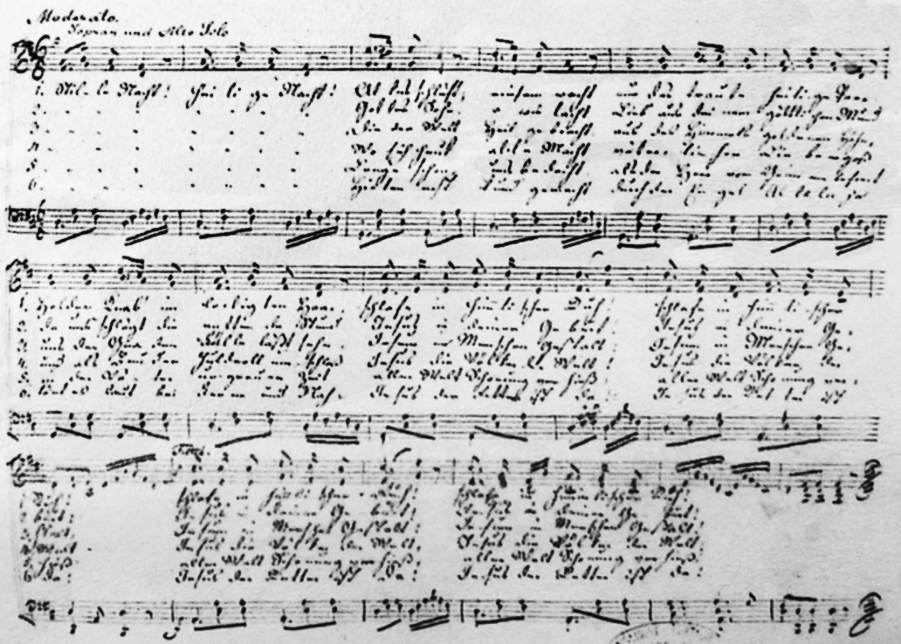
Autograf kolędy Grubera, prawdopodobnie napisany ok. 1860 r.

Cicha noc – jedna z najbardziej znanych kolęd na świecie, po raz pierwszy wykonana podczas pasterki w wigilię 1818 roku, w austriackim Oberndorfie bei Salzburg. Autorem słów Stille Nacht był Joseph Mohr, melodię ułożył Franz Xaver Gruber. Słowa jednej z wersji w języku polskim ułożył ok. 1930 roku Piotr Maszyński.
Przetłumaczono ją na ponad 300 różnych języków i dialektów (Kolekcja Wallace Bronner, Frankenmuth, Michigan, USA).

## Powstanie kolędy

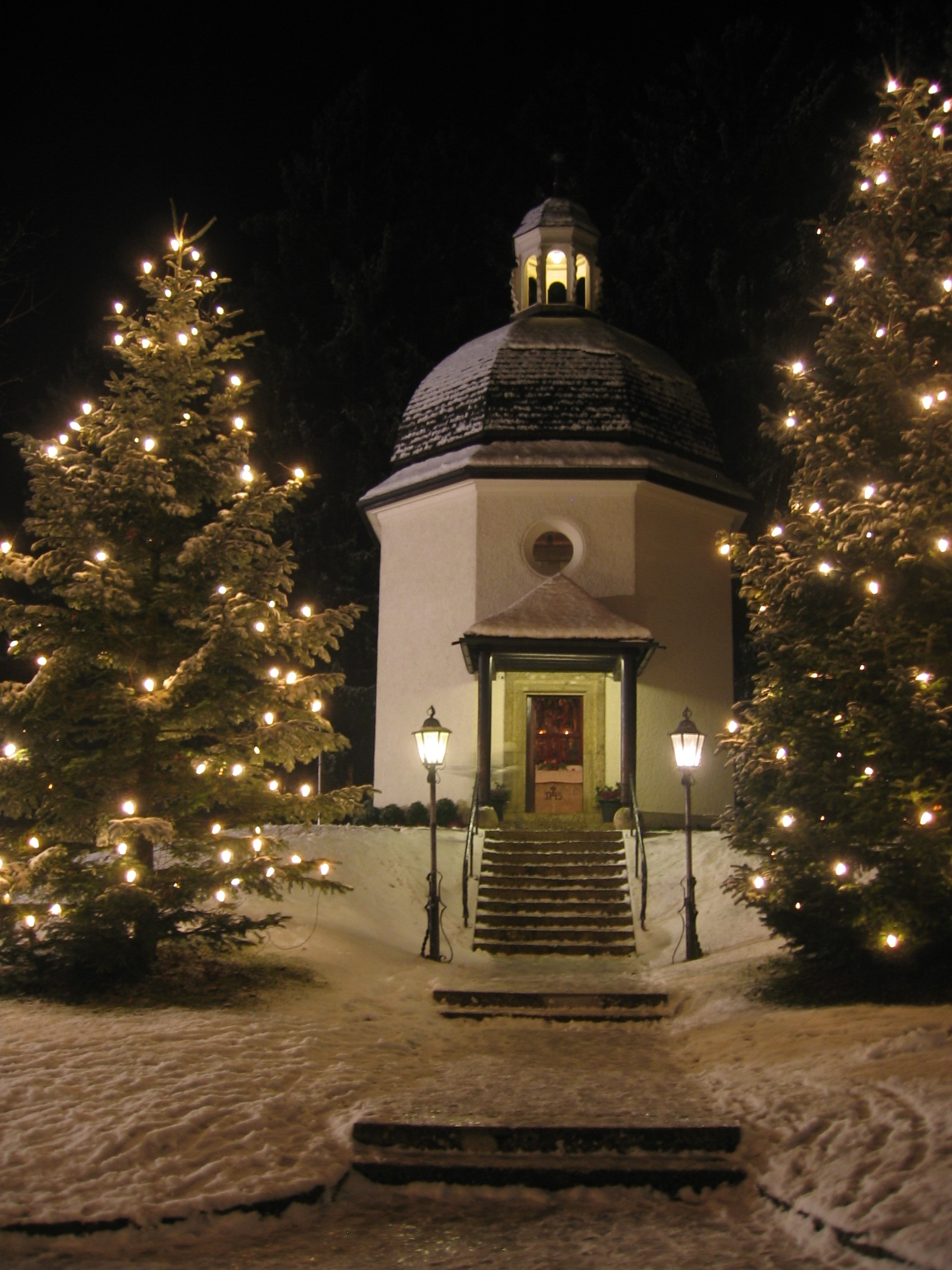
Stille-Nacht-Kapelle (Kaplica Cichej Nocy) w Oberndorfie bei Salzburg

Tekst pieśni powstał jako wiersz już w roku 1816. Autor wiersza, Joseph Mohr, był wówczas (1815–1817) wikarym w Mariapfarr w regionie Lungau (południowo-wschodnia część landu Salzburg).
Melodia powstała dwa lata później, 24 grudnia 1818 roku. Joseph Mohr, w latach 1817–1819 wikary w nowo powstałej parafii św. Mikołaja w Oberndorfie bei Salzburg, zaproponował Franzowi Gruberowi napisanie muzyki do swojego wiersza. Franz Gruber był od 1807 do 1829 r. nauczycielem i organistą kościelnym w Arnsdorfie zaś od 1816 do 1829 r. również organistą w nowej parafii w pobliskim Oberndorf bei Salzburg. Kompozycja miała być na 2 głosy solowe z towarzyszeniem chóru i gitary. Przypuszcza się, że kościół w Oberndorfie bei Salzburg dysponował jedynie starym, niesprawnym pozytywem i dlatego potrzebna była pieśń z towarzyszeniem gitary. Została ona napisana w tonacji D-dur, w metrum 6/8.
Pieśń została wykonana w tym samym dniu podczas pasterki. Mohr śpiewał partię tenorową i grał na gitarze, Gruber wykonywał partię basową. Gruber określił kolędę jako „prostą kompozycję” i nie przypisywał jej szczególnego znaczenia.
Kolęda spodobała się mieszkańcom Oberndorf bei Salzburg i wkrótce była znana również w okolicy. Świadczą o tym zachowane odpisy pieśni (najstarszy z 1822 r. z Salzburga). Nie podają one jednak nazwisk autorów. Pieśnią zainteresowała się królewska kapela dworska w Berlinie, która w roku 1854 wysłała do Salzburga pytanie o twórcę kolędy. 30 grudnia 1854 r. Franz Gruber opisał okoliczności powstania utworu. W ojczystym Salzburgu kolęda została zaliczona do oficjalnych pieśni kościelnych dopiero w roku 1866.
Oryginalny zapis nutowy Grubera z 24 grudnia 1818 r. zaginął, podobnie jak następny zapis, prawdopodobnie z ok. 1830 r., na dwa głosy solowe, chór i organy.
Zaginął również śpiewnik kościelny Blasiusa Wimmera (organisty i nauczyciela z Waidring w Tyrolu), w którym pieśń „Cicha noc” zapisana była z datą 22 lipca 1819 r. i liczyła siedem zwrotek.
Zachował się natomiast niedatowany rękopis Mohra, powstały prawdopodobnie między rokiem 1820 a 1825 (zapis w tonacji D-dur, metrum 6/8, na dwa głosy wokalne z towarzyszeniem gitary, sześć zwrotek), w którym wyraźnie podano autorów pieśni.
Zachowały się również późniejsze rękopisy Grubera:
- najwcześniejszy z zachowanych, z 12 grudnia 1836 r. (zapis w tonacji Es-dur, metrum 6/8, na cztery głosy wokalne, dwoje skrzypiec, altówkę, flet, fagot, dwa klarnety, dwie waltornie, wiolonczelę (Violone) i organy, sześć zwrotek),
- niedatowany, prawdopodobnie z ok. 1845 r. (zapis w tonacji D-dur, metrum 6/8, na dwa głosy solowe i chór mieszany, z towarzyszeniem trio smyczkowego, dwóch rogów i organów, jedna -pierwsza – zwrotka),
- niedatowany, prawdopodobnie z roku 1854 (zapis w tonacji D-dur, metrum 6/8, na dwa głosy solowe i chór, bez akompaniamentu, pięć zwrotek – brak trzeciej zwrotki),
- niedatowany, prawdopodobnie z ok. 1860 r. (zapis w tonacji D-dur, metrum 6/8, na sopran i alt z „cichym akompaniamentem organów”, sześć zwrotek).

Autografy te przechowywane są w archiwach w Hallein pod Salzburgiem (Stille-Nacht-Archiv) i w Salzburgu (Carolino Augusteum).

## Tekst kolędy
Oryginalna wersja, według autografu Josepha Mohra (1816 r.), liczy sześć zwrotek. Obecnie śpiewa się najczęściej wersję skróconą: zwrotkę 1, 2 i 6. Melodia (kompozycja): Franz Xaver Gruber, 1818.

## Różne wersje językowe
| Język                  | Tytuł                                            |
| ---------------------- | ------------------------------------------------ |
| afrykanerski           | Stille Nag                                       |
| albański               | Natë e shenjtë dialekt gegijski Shetja natë      |
| angielski              | Silent Night                                     |
| arabski                | عيد الليل                                        |
| baskijski              | Gau ixilla, gau donea                            |
| białoruski             | Ціхая ноч                                        |
| bretoński              | Nozvezh sioul, nozvezh kaer                      |
| bulu                   | Mba-mba a-lu, si ne mienn                        |
| bułgarski              | Тиха нощ                                         |
| cebuański              | Gabiing malinaw                                  |
| chiński                | 平安夜 [Ping’an ye]                              |
| chorwacki              | Tiha noć                                         |
| czamorro               | Puengen Yu’os                                    |
| czejeński              | Pavetaa’eva nehe’xoveva                          |
| czeski                 | Tichá noc                                        |
| cziczewa               | Usikuwo woyerawo                                 |
| dolnołużycki           | Śicha noc                                        |
| dolnosaksoński         | Stille Nacht                                     |
| duński                 | Glade jul, dejlige jul Stille nat, hellige nat   |
| esperanto              | Paca nokt’ Milda nokt’                           |
| estoński               | Püha öö                                          |
| farerski               | Gleðilig jól                                     |
| fiński                 | Jouluyö, juhlayö                                 |
| francuski              | Douce nuit                                       |
| friulski               | Tal scûr de gnot                                 |
| fryzyjski              | Stille nacht                                     |
| górnołużycki           | Ćicha nóc                                        |
| grecki                 | Άγια Νύχτα                                       |
| grenlandzki            | Jûtdlime Kîmasugtut                              |
| gruziński              | ღამე ნათელი [Ghame nateli]                       |
| haitański              | Nuit pèzib                                       |
| hawajski               | Po la’i e                                        |
| hebrajski              | לילה שקט [Layla sheket]                          |
| hindi                  | धन्य रात [Dhanya raat]                             |
| hiszpański             | Noche de paz                                     |
| holenderski            | Stille nacht                                     |
| indonezyjski           | Malam kudus                                      |
| inuicki                | Jûtdlime kîmasugtut                              |
| irlandzki              | Oíche chiúin                                     |
| islandzki              | Heims um ból Hljóða nótt                         |
| japoński               | きよしこの夜 [Kiyoshi kono yoru]                 |
| jawajski               | Dalu Suci                                        |
| jèrriais               | Oh tchi douoche niet                             |
| karoliński             | Scho’ragh bwong                                  |
| kaszubski              | Cëchô noc                                        |
| kataloński             | Santa nit                                        |
| komancze               | Tsaa ta tukani                                   |
| koreański              | 고요한 밤 거룩한 밤 [Goyohan bam geolughan bam]  |
| kornijski              | Nos hep son                                      |
| korsykański            | Capanna santa                                    |
| litewski               | Tyli naktis                                      |
| luksemburski           | Se’leg Nuecht                                    |
| łaciński               | Alma nox /Sancta nox                             |
| łatgalski              | Klusa nakts, svāta nakts                         |
| łemkowski              | Тіха ноч                                         |
| łotewski               | Klusa nakts, svēta nakts                         |
| macedoński             | Тивка ноќ                                        |
| malajalam              | Shantha raathri thiru raathri                    |
| malajski               | Malam sunyi                                      |
| malgaski               | Alina masina                                     |
| maltański              | O lejl ta’ skiet                                 |
| manx                   | Oie sheoil                                       |
| maya                   | Jeets’el áak’ab                                  |
| mongolski              | Аниргүй шөнө                                     |
| nahuatl                | Paxe yohual                                      |
| niemiecki              | Stille Nacht                                     |
| norweski               | bokmål Glade jul nynorsk Stille natt / Glade jol |
| ormiański              | Լուռ գիշեր [Lurr gisher]                         |
| pampango               | Tahimic ya, at masala                            |
| perski                 | شب ساکت و آروم                                   |
| polski                 | Cicha noc                                        |
| portugalski            | Noite de paz                                     |
| romansz (retoromański) | Clara notg de Nadal                              |
| rosyjski               | Тихая ночь                                       |
| rumuński               | Noapte de vis / O, noapte preasfinţită           |
| serbski                | Тиха ноћ                                         |
| słowacki               | Tichá noc                                        |
| słoweński              | Sveta noč                                        |
| suahili                | Usiku mtakatifu                                  |
| szkocki gaelicki       | Oidhche shàmhach                                 |
| szwedzki               | Stilla natt                                      |
| tagalski               | Talang Patnubay                                  |
| tajski                 | ยามราตรี ศรีหรรษา                                  |
| tok pisin              | Gutpela nait                                     |
| turecki                | Sakin gece! Kutsal gece!                         |
| ukraiński              | Тиха ніч                                         |
| uzbecki                | Ойдин тун                                        |
| venda                  | Vhusiku ha u difha                               |
| walijski               | Tawel nos                                        |
| waloński               | Paujère gnût                                     |
| węgierski              | Csendes éj                                       |
| wietnamski             | Đêm thánh vô cùng                                |
| włoski                 | Astro del ciel Bianco Natal                      |
| xhosa                  | Busuku obungewele                                |
| zuluski                | Busuku obuhle                                    |